# 戰地風雲2：現代戰爭
《戰地風雲2：現代戰爭》是由Digital Illusions CE（簡稱DICE）开发的戰地風雲系列的第一人稱射擊遊戲。於2005年10月27日於北美發行Playstation 2與Xbox版本。